# 死水 (诗集)
《死水》，闻一多的代表性诗集，诗歌《死水》是诗集的代表作，曾选入中国大陆高中生高一语文课本。
闻一多的代表性作品有：诗集《红烛》、《死水》，另外有古代文学和古代神话研究专著。

## 写作和出版
《死水》在1928年由上海新月书店出版，是闻一多《红烛》之后的第二部诗集，一共收录诗歌28首，主要是1926年之后闻一多主张新诗格律化的新诗，代表闻一多诗歌的最高成就。

## 内容

### 原文摘抄
死水
这是一沟绝望的死水，
清风吹不起半点漪沦。
不如多扔些破铜烂铁，
爽性泼你的賸菜残羹。
也许铜的要绿成翡翠，
铁罐上锈出几瓣桃花；
再让油腻织一层罗绮，
霉菌给他蒸出些云霞。
让死水酵成一沟绿酒，
漂满了珍珠似的白沫；
小珠们笑声变成大珠，
又被偷酒的花蚊咬破。
那么一沟绝望的死水，
也就夸得上几分鲜明。
如果青蛙耐不住寂寞，
又算死水叫出了歌声。
这是一沟绝望的死水，
这里断不是美的所在，
不如让给丑恶来开垦，
看它造出个什么世界。

### 内容概括
《口供》、《死水》、《静夜》、《发现》、《洗衣歌》、《飞毛腿》主要抒发爱国主义和人道主义，是新诗“音乐美、绘画美、建筑美”的体现；《一句话》、《祈祷》则是爱国主义思想的喷发之作；描写爱情的诗歌有《你指着太阳起誓》、《人鼓师》、《什么梦》、《忘掉她》；《泪雨》、《口供》、《心跳》等诗歌还表现了他对诗歌戏剧化的探索。

## 传世名句
《一句话》：“有一句话说出来就是祸，有一句话能点得着火。别看五千年没有说破，你猜得透火山的缄默？说不定是突然着了魔，突然晴天里一个霹雳，爆一声：咱们的中国！”

## 主题和风格
《死水》主要是闻一多对当时时代、社会、现实的感受作品，同时也践行他的“新诗格律化”主张。
《死水》中的诗歌《死水》代表新格律诗的经典之作，如：“也许铜的要绿成翡翠，铁罐上锈出几瓣桃花，再让油腻织一层罗绮，霉菌给他蒸出些云霞”。

## 评价
朱自清《中国新文学大系·诗集导言》：“《死水》转向幽玄，更为严谨；他作诗有点像雕锼而出，是靠理智的控制比情感的驱遣多些。但他的诗不失其为情诗。另一方面他又是一个爱国诗人，而且可以说是唯一的爱国诗人。”